# Daytripper
Daytripper est une bande dessinée des Brésiliens Fabio Moon et Gabriel Bá coloriée par Dave Stewart. Publiée en 2010 en une mini-série de dix comic books par Vertigo, elle est recueillie en album l'année suivante chez Titan Books (en). L'édition française en publiée en 2012 par Urban Comics.

## Synopsis
Brás de Oliva Domingos, fils d'un célèbre écrivain brésilien, Benedito a plusieurs vies parallèles, et plusieurs morts parallèles.

## Prix et récompenses
- 2011 : Prix Eisner de la meilleure mini-série[2]

## Réception en France
Les critiques à la suite de la traduction en français de ce roman graphique sont excellentes :
- 4,4 sur 5 chez BD Gest'[1]
- 7,8 sur 10 chez SensCritique[3]
- 4,23 sur 5 chez Babelio[4]
- 3,84 sur 5 chez BDthèque[5]
- 4 sur 4 chez PlanetBD[6]
- 4 sur 5 chez Lachasseauxlivres[7]
- 5 sur 5 chez Critiques libres[8]